# You Won't Get Out Alive
You Won't Get Out Alive è un live album dei Waysted, uscito nel 2000 per l'Etichetta discografica Zoom Club Records.!

## Tracce
1. You Won't Get Out Alive (More, Way) 4:39
2. Rock Steady (More, Way) 3:44
3. Love Loaded (Kayfield, More, Way) 4:36
4. Only You Can Rock Me (Mogg, Schenker, Way) 4:59 (UFO Cover)
5. The Price You Pay (More, Way)6:02
6. Toy With Passion (Kayfield, More, Way) 6:28
7. Too Hot to Hand (Mogg, Way) 9:45

## Formazione
- Fin - voce
- Paul Chapman - chitarra
- Pete Way - basso
- Andy Parker - batteria